# Air Rochelle
Air Rochelle était une compagnie aérienne française, basée sur l'aéroport de La Rochelle dans le département de Charente-Maritime en Nouvelle-Aquitaine , effectuant du transport à la demande.

## Histoire
Air Rochelle Transport Aérien, nom commercial de la société Alizon et Compagnie, a été créé le 02 janvier 1977 par Jean Alizon et Lucette Moreau épouse Le Rat à La Rochelle comme compagnie de transport à la demande (avions-taxi)'''.
La compagnie était basée sur l'aéroport de La Rochelle et le siège social au 204 Avenue Carnot à La Rochelle au siège des établissements Jean Alizon (transport de marchandises petites et grandes distances). 
Jean Alizon et Lucette Le Rat étaient également actionnaires de la société Privat et Alizon (activité de garage à La rochelle depuis juillet 1949)'.
La compagnie Air Rochelle cessait ses activités en 1985.
Aujourd'hui, il ne reste d'Air Rochelle que de grandes lettres majuscules du nom de la société sur deux hangars face au parking de l'aéroport de La Rochelle, côté Aviation Générale.

## Flotte
La compagnie a eu en flotte:
- Beechcraft Baron 58[9]'[10]'[11],
- Beechcraft A36 Bonanza immatriculé F-BXSO[10]'[2]'[11],
- Beechcraft Baron 95 C55[12]'[10]'[11],
- Piper PA-31-350 Navajo immatriculé F-BUUB[13],[10]'[2].
- Piper PA-28 180 Cherokee[14]

## Galerie photographique

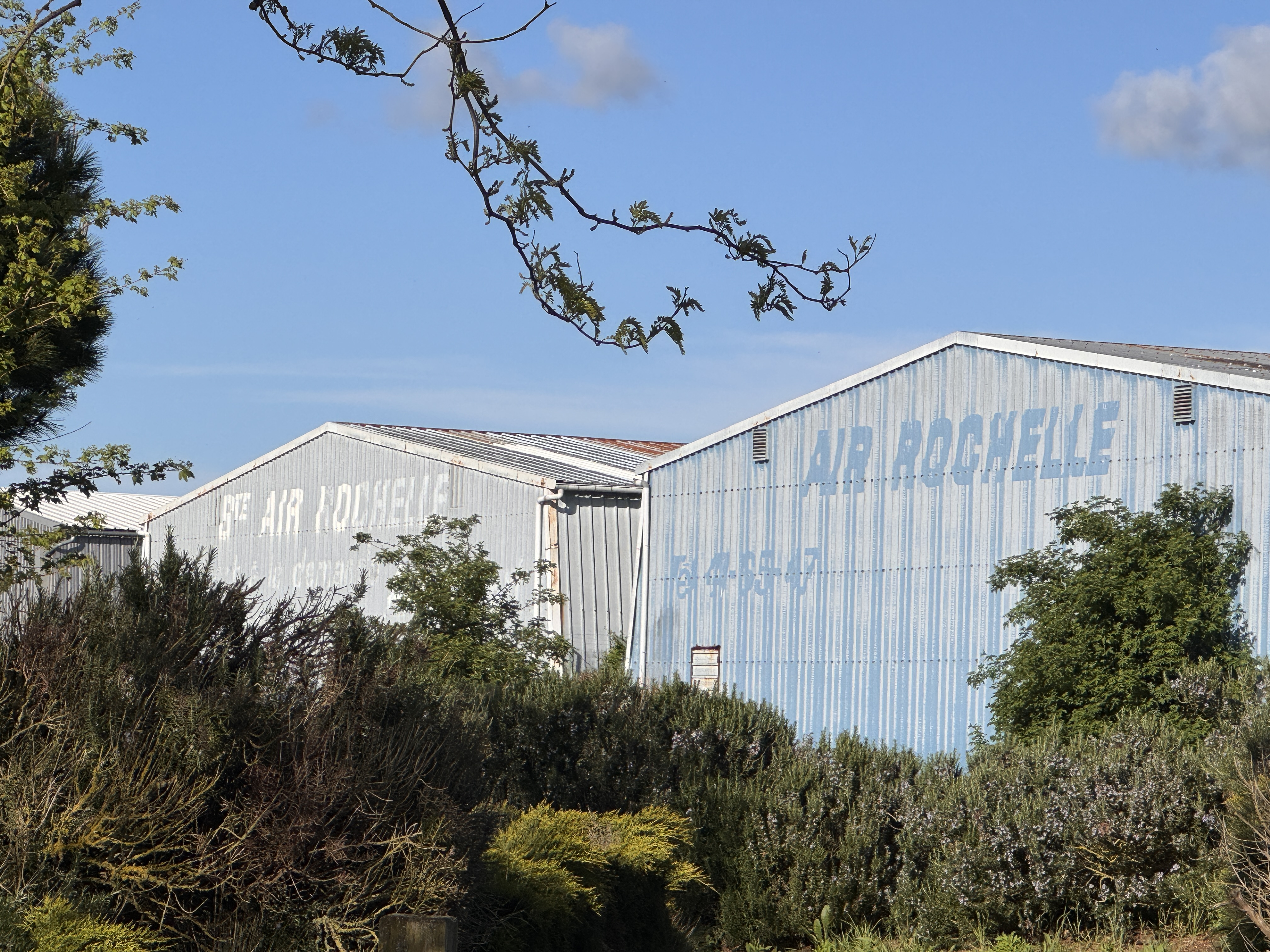
Ancien hangar d'Air Rochelle en 2025.
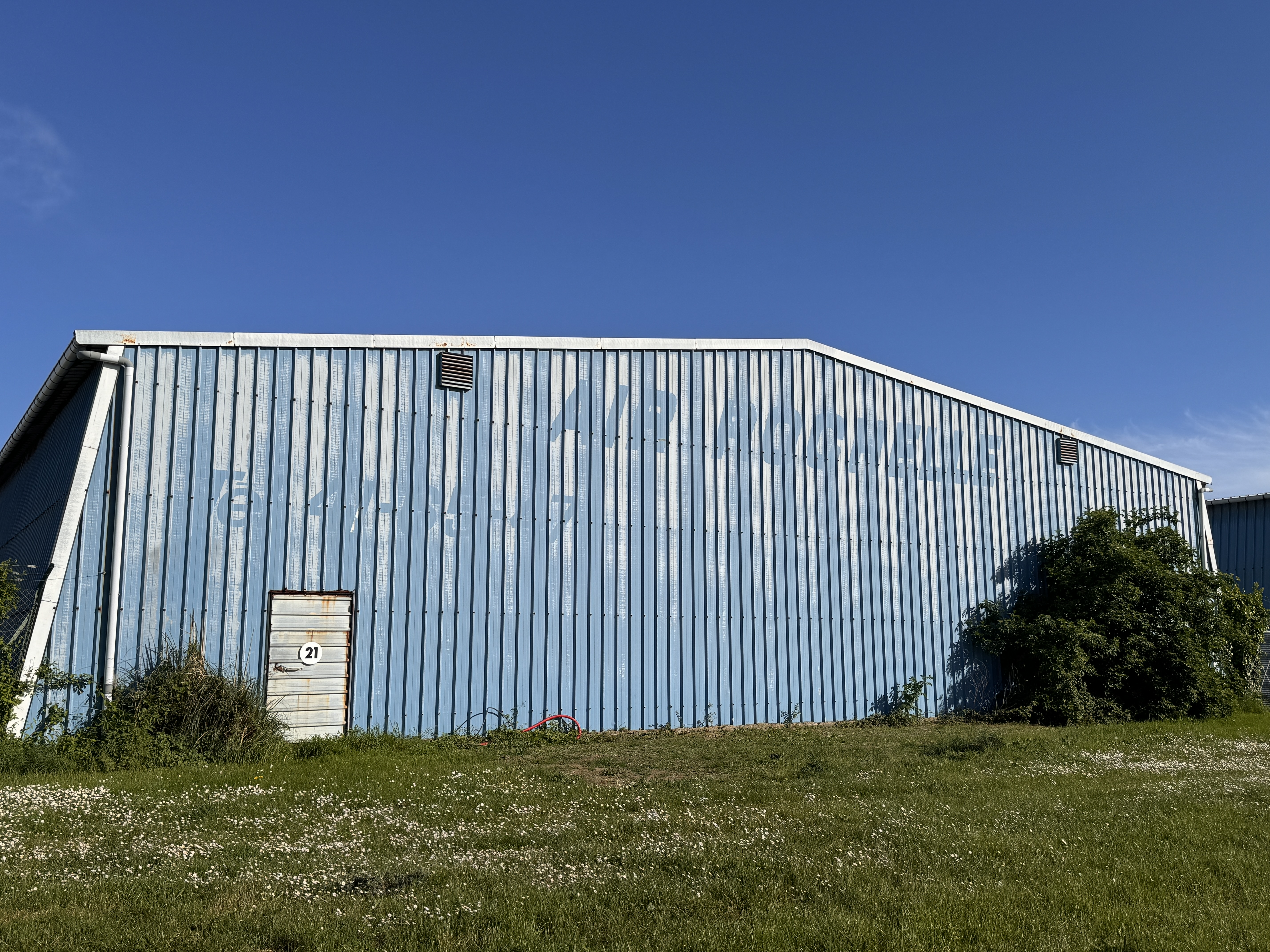
Ancien hangar d'Air Rochelle en 2025.